# Purple Pills
«Purple Pills» (también conocida en la versión censurada como Purple Hills) es un sencillo del grupo de hip hop D12 de su álbum debut Devil's Night. Tuvo un éxito notable, alcanzando el puesto #2 en el UK Singles Chart y #9 en el de Estados Unidos Billboard Hot 100.
La canción contiene muchas referencias al uso de drogas: éxtasis, LSD, marihuana, cocaína, mescalina, Vicodin, Valium, hongos alucinógenos, todas usadas como drogas recreativas. La canción fue considerada inapropiada para reproducirse en muchas emisoras de radio y la edición de radio (radio edit) eliminó la mayoría de las referencias de drogas y sexo. Esta versión editada (clean) fue llamada "Purple Hills" (colinas púrpuras). Se cambiaban frases como: "I've been to mushroom mountain" (estuve en la montaña de hongos) por otras como "I've climbed the highest mountain," (he escalado la montaña más alta); "I take a couple uppers" (me tomo un par de estimulantes) por "I've been so many places." (he estado en tantos lugares); y "I down a couple downers" (Me bajo unos sedantes) por "I've seen so many faces" (he visto tantas caras). La edición de radio fue la versión más tocada en la radio Top 40, pero varias estaciones de radios underground, tocaron el sencillo sin editar.
El video de la canción fue grabado con la versión limpia (clean), es decir, "Purple Hills". El video no hace referencias a las drogas y se pueden ver unas montañas "pintadas" de manera digital de color púrpura.
Tuvo un gran éxito, siendo una de las canciones de un grupo de rap más escuchadas de la década. Actualmente, es una de las canciones más simbólicas de D12.

## Posición en las listas
| Lista (2001)                         | Mejor posición |
| ------------------------------------ | -------------- |
| Australian Singles Chart             | 3              |
| UK Singles Chart                     | 2              |
| U.S. Billboard Hot 100               | 19             |
| U.S. Billboard Hot R&B/Hip-Hop Songs | 21             |
| U.S. Billboard Hot Rap Tracks        | 1              |